# Agésipolis III
Pour les articles homonymes, voir Agésipolis.
Agésipolis III, 32e et dernier roi de la dynastie des Agiades, est roi de Sparte de 219 à 215 av. J.-C.

## Famille
Agésipolis III est le fils d'un autre Agesipolis (décédé avant -219) et le petit-fils de Cléombrote III .
Il est peut-être le père de Leonidas, prince agiade cité en -171 et de Lakonikos, prince de Sparte cité en -192. Il est aussi probablement apparenté à un certain Areus, général de Sparte en -184.
Si Leonidas, le prince agiade cité en -171, est son fils, il est peut-être l'ancêtre de Caius Iulius Euryclès.

## Biographie
Étant encore très jeune au moment de son avènement (en 219), il est mis sous la tutelle de Cléomène III et de Lycurgue ; ce dernier lui ravit la couronne.
Après la mort de Cléomène III, il est élu roi alors qu'il était encore mineur et placé sous la tutelle douteuse d'un oncle nommé Cléomène.
Agésipolis III est cependant déposé par son collègue Eurypontide Lycurgus.
En 195 av. J.-C., il était à la tête des exilés lacédémoniens, qui rejoignirent Titus Quinctius Flamininus dans son attaque contre Nabis, le tyran de Lacédémon (voir Guerre contre Nabis). Agesipolis était membre d'une ambassade envoyée vers 183 av. J.-C. à Rome par les exilés lacédémoniens et, avec ses compagnons, a été intercepté par des pirates et tué.